# Neomicrocalamus andropogonifolius
Neomicrocalamus andropogonifolius là một loài thực vật có hoa trong họ Hòa thảo. Loài này được (Griff.) Stapleton mô tả khoa học đầu tiên năm 1994.